# Kraśnica (województwo łódzkie)
Kraśnica – wieś w Polsce położona w województwie łódzkim, w powiecie opoczyńskim, w gminie Opoczno, nad dopływem Pilicy Słomianką lub Sąsiecznicą.
Wieś jest siedzibą rzymskokatolickiej parafii św. Wojciecha.

## Historia
W czasie kampanii wrześniowej 10 września 1939 roku, na wschód od wsi, poniósł śmierć niemiecki generał Waffen-SS Wilhelm Fritz von Roettig, gdy jego samochód sztabowy na szosie Inowłódz – Opoczno (51°27′59,1″N 20°15′21,0″E/51,466417 20,255833, obecnie to DW726) wpadł w zasadzkę wojsk polskich 77. Pułku Piechoty uzbrojonych w ciężkie karabiny maszynowe.
Na tutejszym cmentarzu spoczywają polscy żołnierze polegli w okolicy w czasie kampanii wrześniowej.
W latach 1954–1972 wieś należała i była siedzibą władz gromady Kraśnica. W latach 1975–1998 miejscowość administracyjnie należała do województwa piotrkowskiego.

## Geografia
Kraśnica położona jest na odcinku drogi wojewódzkiej nr 726 pomiędzy Opocznem a Inowłodzem.

## Urodzeni w Kraśnicy
- Aleksander Grzybkowski – polski polityk i samorządowiec, wójt gminy Opoczno (1930-1940), poseł na Sejm w II RP[6].